# Francis Donkin Bedford
Francis Donkin Bedford, né le 21 mai 1864 à Londres et mort en mai 1954 à Londres,, est un peintre et illustrateur britannique.

## Biographie
Après avoir étudié l'architecture, il travaille quatre ans dans le cabinet d'Arthur Blomfield avant de se consacrer, dans les années 1890, à l'illustration de livres. Son style est marqué par l'influence des artistes vivant dans le quartier londonien de Bedford Park et par l'utilisation des possibilités nouvelles de la quadrichromie.